# Blueberry Hill
«Blueberry Hill» es una canción escrita por Larry Stock y Al Lewis, y compuesta por Vincent Rose. Se grabó seis veces en 1940. Victor Records lanzó la grabación de Sammy Kaye Orchestra con la voz de Tommy Ryan el 31 de mayo de 1940. La versión de Gene Krupa se publicó en OKeh Records en junio de 3 y la cantante Mary Small grabó una versión vocal en el mismo sello con la orquesta de Nat Brandwynne, lanzada el 20 de junio de 1940.
Otras grabaciones de 1940 fueron realizadas por: Glenn Miller Orchestra (la versión más famosa de la década de 1940, grabada en Chicago el 13 de mayo de 1940), Kay Kyser, Russ Morgan, Gene Autry (también en la película de 1941, The Singing Hill), Connee Boswell y Jimmy Dorsey. El mayor éxito de 1940 fue el de la Glenn Miller Orchestra, que alcanzó el puesto #2 en la lista de sencillos de los Estados Unidos. Dennis Day actuó el 10 de noviembre de 1940 en el programa de comedia de radio The Jack Benny Program.
La grabación de Louis Armstrong de 1949 se ubicó en el Billboard Hot 100, alcanzando el puesto #29. Fue un éxito internacional en 1956 para Fats Domino y se ha convertido en un estándar de rock and roll. Alcanzó la posición #2 durante tres semanas en la lista de sencillos de los Estados Unidos, convirtiéndose en su mayor éxito, y pasó ocho semanas no consecutivas en el puesto #1 en la lista Billboard R&B. El Salón de la Fama del Rock and Roll la incluye como una de las “500 canciones que dieron forma al rock and roll”, y Rolling Stone la clasificó en el puesto #82 en su lista de “Las 500 mejores canciones de todos los tiempos”.

## Posicionamiento

### Versión de Louis Armstrong
| Gráfica (1949)                     | Pico de posición |
| ---------------------------------- | ---------------- |
| Estados Unidos (Billboard Hot 100) | 29               |

### Versión de Fats Domino
| Gráfica (1956–57)                                | Pico de posición |
| ------------------------------------------------ | ---------------- |
| Estados Unidos (Billboard Hot 100)               | 2                |
| Estados Unidos (Billboard Hot R&B/Hip-Hop Songs) | 1                |
| Reino Unido (UK Singles Chart)                   | 23               |

| Gráfica (2017)                                     | Pico de posición |
| -------------------------------------------------- | ---------------- |
| Estados Unidos (Billboard Rock Digital Song Sales) | 24               |
| Estados Unidos (Billboard R&B Digital Song Sales)  | 23               |

## Uso en la cultura popular
- La canción apareció en la película 12 Monkeys (1995).[11]
- El restaurante Blueberry Hill de Joe Edwards, en Delmar Loop en San Luis, Misuri, donde Chuck Berry tocaba con frecuencia, fue nombrado después de la canción.[12]
- El primer ministro de Rusia, Vladímir Putin, hizo una versión de la canción el 10 de diciembre de 2010 ante una audiencia de celebridades internacionales del cine y la televisión, en apoyo de una organización benéfica para niños enfermos. Los videos de su actuación rápidamente se volvieron virales en todo el mundo.[13]
- La canción apareció en la película The Eyes of Tammy Faye (2021).[14]